# الشناتفة (زعرورة)
الشناتفة هي إحدى مشيخات المملكة المغربية، تتبع جغرافيا لإقليم العرائش وإداريًا لزعرورة. يقدر عدد سكانها بـ 3853 نسمة حسب الإحصاء الرسمي للسكان والسكنى لسنة 2004.